# Disfagia
Disfagia, del griego δυσ dys (alteración) y φαγία fagia (tragar, comer), literalmente «dificultad para comer», es el término técnico para describir el síntoma consistente en dificultad para la deglución (problemas para tragar). Esta dificultad suele ir acompañada de dolores, a veces lancinantes (disfagia dolorosa u odinofagia).
Normalmente, es un signo de enfermedad subyacente del esófago o de los órganos vecinos del esófago, que puede ser debida a reflujo gastro-esofágico
El problema es diagnosticado con la historia clínica, en donde la dificultad en iniciar la deglución sugiere patología neurológica del tipo del ictus, mientras que la disfagia en las últimas fases de la deglución sugiere ERGE (enfermedad por reflujo gastro-esofágico). La rápida instauración de la disfagia o su empeoramiento progresivo, y signos como que aparezca solo para sólidos o también para líquidos, orienta sobre su patogenia. La esofagogastroduodenoscopia es normalmente usada como parte de la evaluación de la disfagia, así como la radiología con ingestión de contraste baritado, y estudios de la presión muscular esofágica (manometría esofágica).

## Causas
La disfagia se presenta generalmente secundaria a otra condición y en algunos casos la condición de fondo define el nivel en el que se produce la lesión.
Algunas de las causas son:
- Afecciones del sistema nervioso
- Enfermedad de Parkinson
- Accidentes cerebrovasculares
- Neoplasias
- Enfermedad por reflujo gastroesofágica.
- Acalasia
- Disfagia idiopática, el Trastorno digestivo funcional
- Enfermedades reumatológicas como la esclerodermia
- Alcoholismo
- Síndrome de Plummer-Vinson
- Divertículo de Zenker
- Enfermedad de Chagas
- Envenenamiento por picadura de serpiente (bungarus).
- Arteria subclavia derecha aberrante[2]

## Síntomas de la disfagia
Existen distintos tipos de disfagia son la disfagia neurogénica y la disfagia mecánica.
- Molestias o dolor al tragar
- Expulsión de los alimentos en la boca o rechazo con la lengua
- Aumento del tiempo que dura la deglución con masticación prolongada
- Babeo
- Inadecuado cierre labial
- Presencia de residuos de alimento en la boca o lengua.

- Sensación de atasco en la garganta y necesidad de tragar repetidas veces
- Carraspeo continuo o frecuente
- Atragantamiento con determinadas consistencias
- Deglución fraccionada, necesidad de fragmentar el bolo y de tragarlo en varios intentos
- Voz «húmeda»
- Bronquitis o neumonías de repetición
- Pérdida de peso o desnutrición[3]

## Clasificación
La clasificación de las disfagias se puede realizar con base en diferentes criterios, como su localización o su forma de progresión.

### Según su localización
- Disfagia orofaríngea: Indica una dificultad para el paso de alimento desde la boca y faringe hasta el esófago (a nivel cervical).
- Disfagia esofágica: como su nombre lo indica, es una dificultad para el paso del alimento a través del esófago.[1]

### Según su progresión
- Lógica: esta es permanente y progresiva, primero con los alimentos más sólidos, siguiendo por los blandos y finalmente los líquidos, un ejemplo de esta es cuando se da una estrechez progresiva del esófago como cuando hay presencia de una neoplasia.
- Ilógica: esta se caracteriza por ser Intermitente o discontinua, sin secuencia con los alimentos, lo cual significa que se puede dar tanto con alimentos sólidos como líquidos, por ejemplo cuando hay una afección motora tal como acalasia o espasmo esofágico.[1]

## Enfermedades relacionadas
- Acalasia
- Reflujo gastro-esofágico (RGE).
- Cáncer
- Enfermedad tiroidea
- Accidente cerebrovascular
- Enfermedad de Parkinson
- Enfermedad de Alzheimer
- Esclerosis lateral amiotrófica
- Ataxia de Friedreich
- Miastenia gravis
- Quiste tirogloso
- Amigdalitis
- Síndrome de Kearns Sayre
- Enfermedad de Wernicke.

## Tratamientos
La deglución tiene distintas etapas, etapa pre-oral, oral, faríngea y esofágica.
Al tratarse básicamente de un síntoma no existen tratamientos curativos específicos, sino que se debe buscar tratamiento de la patología de base que origina la disfagia. Así, específicamente sobre la disfagia caben tratamientos paliativos, que intentan mejorar o evitar el proceso de deglución, debiendo adaptarse siempre al proceso concreto de la persona que la sufre:
- Evitar la ingesta de picantes, excitantes, alcohol y cualquier otro factor que pueda interferir en el proceso de deglución. En los casos que sea necesario, asociar fármacos como protectores gástricos para reducir la incidencia de complicaciones (Esófago de Barrett).
- Adaptar la textura de los alimentos y líquidos a las que la persona mejor degluta, utilizando para ello agentes espesantes, trituración y similares.
- Dilatar la zona con estrechamiento o disminuir la presión del esfínter esofágico inferior (Cardias) mediante esofagomiotomía.
- Paralizar parte de la musculatura mediante toxina botulínica.
- Utilizar una sonda nasogástrica, un delgado tubo desde la nariz hasta el estómago, por el que se introducen los alimentos y bebidas.
- Realizar una gastrostomía, una leve intervención de cirugía que introduce una sonda directa al estómago a través de la pared anterior del abdomen y por la que se realiza parte o toda la alimentación y bebida.

El tratamiento es realizado por logopedas o fonoaudiólogos (Latinoamérica).

## Uso de espesantes y aguas gelificadas
Para los tratamientos de la disfagia, es importante que el paciente pueda tener la mejor calidad de vida posible. Para conseguirlo hay varias soluciones como los espesantes y las aguas gelificadas.
Los espesantes pueden modificar la consistencia de los alimentos. Entre las características de estos encontramos que:
- Aumentan la viscosidad del alimento o bebida.
- Aumentan el tiempo de tránsito hacia la encrucijada digestivo-respiratoria.
- Hay espesantes que son resistentes a la amilasa .
- Algunos otros no alteran el sabor de los alimentos.
- Mantienen estable la viscosidad de los líquidos.
- Permiten calentar y congelar los alimentos.
- Mantienen la transparencia de los líquidos.

Por otro lado, las aguas gelificadas suelen tener textura de pudin. También contienen fibra, ayudando a regular el tránsito intestinal y garantizando un adecuado nivel de hidratación. Otra característica es que facilita la producción de saliva, resultando muy útiles para las personas con esta patología.